# منم که شهره شهرم به عشق ورزیدن
غزلی با مطلع «منم که شهره شهرم به عشق ورزیدن»، غزل شمارهٔ ۳۹۳ از دیوانِ حافظ در تصحیحِ محمد قزوینی و قاسم غنی است.

## در اجراها
حسین قوامی در برنامهٔ شمارهٔ ۲۲۹ از مجموعهٔ برگ سبز این غزل را در دستگاهِ سه‌گاه اجرا کرده‌است.